# Unknown Worlds Entertainment
Unknown Worlds Entertainment ist ein 2006 in San Francisco, USA gegründetes Entwicklerstudio für Computerspiele. Das von Charlie Cleveland gegründete Unternehmen ist bekannt für die Spielereihen Natural Selection und Subnautica. Seit 2021 gehört Unknown Worlds vollständig zur südkoreanischen Holding-Gesellschaft Krafton.

## Geschichte
Das von Firmengründer Cleveland seit 2001 zunächst in Eigenregie entwickelte Natural Selection ist eine Mod für Half-Life und zählte nach seiner Veröffentlichung im Oktober 2002 zeitweise über 300.000 aktive Spieler. Um dessen Entwicklung in Vollzeit zu verfolgen, gab Cleveland seine Festanstellung bei Empire-Earth-Entwickler Stainless Steel Studios auf und arbeitete zusammen mit weiteren Hobby-Entwicklern an der Mod. Die Mitarbeiter arbeiteten zuvor unter anderem an den Titeln Titan Quest, Empire Earth, Lair, GRAW 2, Mass Effect, Bioshock Infinite, Firefall und Star Citizen mit.
Zusammen mit Max McGuire gründete Cleveland 2006 Unknown Worlds Entertainment, um die Arbeiten an einem Nachfolger für Natural Selection aufzunehmen. 2007 sicherte das erste externe Investment die weitere Entwicklung des Prototyps. Zu Halloween 2012, also zehn Jahre nach dem ersten Teil, veröffentlichte der Entwickler Natural Selection 2, das sich 144.000 Mal innerhalb der ersten Woche verkaufte und mehrere Auszeichnungen erhielt.
Im Oktober 2021 gab PUBG-Entwickler Krafton die Übernahme von Unknown Worlds bekannt, das jedoch als unabhängiges Entwicklerstudio bestehen bleibt.
Am 29. September 2022 erschien das Taktik-Spiel Moonbreaker im Early-Access-Programm für Windows und macOS via Steam.

## Veröffentlichungen
- Natural Selection (2002)
- Zen of Sudoku (2006)
- Natural Selection 2 (2012)
- Subnautica (2018)
- Subnautica: Below Zero (2021)
- Moonbreaker (2022)

## Auszeichnungen
- 2018: „Breakthrough Award“ bei den Golden Joystick Awards[6]